# 전자 중성미자
전자 중성미자(영어: electron neutrino, 기호: 
ν
e)는 전기 전하가 없는 경입자로, 기본 아원자 입자이다. 전자와 같이 1세대를 이루기 때문에 전자 중성미자라고 이름이 붙혀졌다. 전자 중성미자는 1930년에 볼프강 파울리가 베타 붕괴에서 사라진 운동량과 사라진 에너지에 근거해 가설을 세웠으며, 1956년에 클라이드 카원과 프레더릭 라이너스가 이끄는 팀이 발견했다 (카원-라이너스 중성미자 실험 참고).

## 제안
1900년대 초, 여러 이론들은 베타 붕괴를 통해 나오는 전자는 특정 에너지로만 방출이 될 것이라고 예측했다. 하지만, 1914년에 제임스 채드윅은 전자가 연속적인 스펙트럼의 형태로 에너지를 띈 채 방출되는 것을 보였다.

n0
 → 
p+
 + 
e−

베타 붕괴에 대한 초창기 생각
1930년에, 볼프강 파울리는 감지되지 않은 어떤 입자가 붕괴 전후의 에너지와 운동량, 그리고 각운동량에서 차이를 만든다고 가설을 세웠다.

n0
 → 
p+
 + 
e−
 + 
ν0
e
베타 붕괴에 대한 파울리의 해석

### 파울리의 편지
1930년 12월 4일, 파울리는 취리히 연방 공과대학교의 물리 연구소에 연속적인 베타 붕괴 스펙트럼을 해결하기 위해 전자 중성미자를 고안했다는 편지를 보냈다. 그 편지는 다음과 같다:

Dear radioactive ladies and gentlemen,
As the bearer of these lines [...] will explain more exactly, considering the 'false' statistics of N-14 and Li-6 nuclei, as well as the continuous β-spectrum, I have hit upon a desperate remedy to save the "exchange theorem" of statistics and the energy theorem. Namely [there is] the possibility that there could exist in the nuclei electrically neutral particles that I wish to call neutrons, which have spin 1/2 and obey the exclusion principle, and additionally differ from light quanta in that they do not travel with the velocity of light: The mass of the neutron must be of the same order of magnitude as the electron mass and, in any case, not larger than 0.01 proton mass. The continuous β-spectrum would then become understandable by the assumption that in β decay a neutron is emitted together with the electron, in such a way that the sum of the energies of neutron and electron is constant.
[...]
But I don't feel secure enough to publish anything about this idea, so I first turn confidently to you, dear radioactives, with a question as to the situation concerning experimental proof of such a neutron, if it has something like about 10 times the penetrating capacity of a γ ray.
I admit that my remedy may appear to have a small a priori probability because neutron, if they exist, would probably have long ago been seen. However, only those who wager can win, and the seriousness of the situation of the continuous β-spectrum can be made clear by the saying of my honored predecessor in office, Mr. Debye, [...] "One does best not to think about that at all, like the new taxes." [...] So, dear radioactives, put it to test and set it right. [...]
With many greetings to you, also to Mr. Back, your devoted servant,
W. Pauli
영어로 번역된 편지의 전문은 1978년 7월자 Physics Today에서 찾아볼 수 있다.

## 발견
전자 중성미자는 1956년에 클라이드 카원과 프레더릭 라이너스에 의해 발견되었다.

## 명칭
원래 파울리는 자신이 고안한 입자의 이름을 중성자(neutron)라고 했었다. 제임스 채드윅이 1932년에 더 무거운 핵자를 발견해서 이름을 중성자라고 붙이게 되어 두 입자가 같은 이름이 되었다. 베타 붕괴 이론을 만든 엔리코 페르미는 1934년에 혼용을 막기 위해 중성미자(neutrino)라는 용어를 사용했다(이 용어는 에도아르도 아말디가 로마의 펜실베니아의 물리 연구소에서 페르미와 한 대화 중에 이 가벼운 중성 입자를 채드윅의 중성자와 구분하기 위해 장난식으로 고안했다). 이탈리아어로 neutron과 같은 neutrone을 이용한 말장난이었다: 접미어 -one은 이탈리아어에서 확대사가 될 수 있어서, neutrone은 "크고 중성인 것"으로 해석할 수 있다; -ino는 확대접미사를 지소사로 바꾼다.

두 번째 중성미자의 예측됨과 발견됨에 따라, 여러 종류의 중성미자들을 구분할 필요가 있어졌다. 파울리의 중성미자는 이제 전자 중성미자로 부르고, 두 번째 중성미자는 뮤온 중성미자라고 불린다.

## 전자 반중성미자
전자 중성미자에 대응하는 일부 성질이 크기가 같지만 부호가 반대인 반입자는 전자 반중성미자 (
ν
e)이다. 입자 물리학에서 한 열린 질문에는 중성미자와 반중성미자가 마요라나 페르미온일 경우에는 같은 입자인지, 혹은 디렉 페르미온일 경우에는 다른 입자인지에 대한 질문이 있다. 둘 다 베타 붕괴와 다른 약한 상호작용에서 생성된다.

## 참고
1. ↑  닐스 보어는 특히 베타 붕괴에 대한 이 해석을 반대했고 에너지와 운동량, 각운동량이 보존되지 않는 성질이라는 것을 받아들일 준비도 되어 있었다.
2. ↑  명칭 참고.

## 같이 보기
- PMNS 행렬
- 타우 중성미자

## 추가 문헌
- F. Reines; C.L. Cowan, Jr. (1956). “The Neutrino”. 《Nature》 178 (4531): 446. Bibcode:1956Natur.178..446R. doi:10.1038/178446a0.
- C.L. Cowan, Jr.; F. Reines; F.B. Harrison; H.W. Kruse; A.D. McGuire (1956). “Detection of the Free Neutrino: A Confirmation”. 《Science》 124 (3212): 103–4. Bibcode:1956Sci...124..103C. doi:10.1126/science.124.3212.103. PMID 17796274.